# Кяна (станція)
Кяна (лит. Kena) — прикордонна залізнична станція Литовської залізниці на магістральній лінії Мінськ — Вільнюс між станціями Гудогай (16 км) та Кивішкес (12 км). Розташована у литовському селищі Калвяляй. 

## Історія
Станція відкрита у 1873 році, під час будівництва Лібаво-Роменської залізниці.
Після приєднання Литви до Шенгенської зони залізнична станція Кяна стала найважливішим прикордонним пунктом Литовських залізницях і була значно розширена та модернізована. Через цю станцію прямувала більшість транзитних вантажів з РФ в Калінінград та Клайпеду. В результаті залізнична станція Шумськ була закрита, а маршрути приміських поїздів з Вільнюса були скорочені до Кяни. 
У Кяні розташований залізничний пункт пропуску через державний кордон Литви та Білорусі, тому на станції зупиняються всі поїзди, що прямують з Білорусії та у зворотному напрямку, а також поїзди з території РФ до Калінінградської області, що прямують транзитом територією Литви.
У 2003 році на залізничній станції встановлена цифрова телефонна станція, сучасна система маневрового радіозв'язку та станційного звукового зв'язку, модернізований технологічний зв'язок.
У 2004 році за фінансуванням ЄС вздовж державного кордону Литви на литовській стороні було споруджено інженерно-технічні дротяні загородження, а також по обидва боки залізниці від лінії державного кордону до залізничної митниці «Кяна» (тобто два ряди завдовжки на 9 км кожні). Загородження забезпечені відеокамерами, тепловізорами та іншими системами нагляду. З білоруського боку будь-які дротяні загородження відсутні.
У 2015 році на станції Кяна були розпочаті роботи з електрифікації.
У 2022 році станція обладнана необхідною системою рентгенівського контролю вагонів, призначеної для перевірки вантажних поїздів, що прибувають до Литви з Білорусі на залізничному пункті пропуску «Кяна».
10 травня 2024 року, близько 14:00 за місцевим часом, на залізничному прикордонному посту «Кяна» від вантажного поїзда, що прямував з Білорусі до Калінінградської області РФ, литовськими прикордонниками було відчеплено вантажний вагон з розпізнавальним знаком «Z», що використовується російськими окупантами. Вагон поїзду з літерою «Z» територією Литви так і не прослідував. За литовськими законами заборонено публічне використання символів тоталітарних й авторитарних режимів, які використовувалися або використовуються цими режимами для пропаганди агресії, скоєнні воєнних злочинів проти людяності.

## Пасажирське сполучення
На станції зупиняються для прикордонного та митного контролю пасажирські поїзди далекого прямування, що перетинають білорусько-литовський державний кордон, переважно це лише пасажирські поїзди російського формування, які прямують транзитом через Литву до Калінінграда, оскільки залізничне сполучення Литви з Білоруссю та РФ припинено ще в період пандемії Covid-19 у березні 2020 року, яке наразі не було відновлено і не передбачається у найближчому майбутньому.
Станція є кінцевою для приміських електропоїздів сполученням Вільнюс — Кяна.